# Goatse.cx
Goatse.cx – jedna ze stron szokujących w Internecie. Znajdowało się na niej
zdjęcie o nazwie hello.jpg. Przedstawiało ono nagiego mężczyznę, rozciągającego swój odbyt na szerokość zbliżoną do szerokości jego dłoni. Na zdjęciu widoczne były także jego penis i jądra. Strona była często wykorzystywana przez trolli internetowych, aby zaszokować przypadkowych użytkowników.
Pierwszy mirror w Internet Archive został wykonany 8 października 1999, a ostatnia kopia zawierająca obrazek hello.jpg jest datowana na 9 stycznia 2004. Mimo tego nadal istnieje wiele jej mirrorów, a zdjęcie hello.jpg widnieje na wielu stronach internetowych. Najbardziej popularnym mirrorem goatse.cx był goat.cx, który został wyłączony 22 lutego 2005. 27 lutego tego roku obie domeny zostały wyłączone przez władze Wyspy Bożego Narodzenia. W kwietniu 2005 na stronie goat.cx pojawił się napis "be right back" (zaraz wracam). W maju na tej stronie pojawiło się zdjęcie dyni, które bardzo przypominało zdjęcie hello.jpg.
Nie wiadomo skąd pochodzi nazwa goatse.cx. Najczęściej tłumaczy się ją jako grę słów goat (ang. kozioł) i sex. Inna teoria mówi, że nazwa tej strony jest akronimem od słów "Guy Opens Ass To Show Everyone" (koleś otwiera tyłek aby go wszystkim pokazać), a domena jest przypadkowa.
Zdjęcie hello.jpg zostało znalezione przez członków kanału IRC #quake@EFNet na stronie "members.xoom.com/stinger" (która następnie została przeniesiona pod adres members.xoom.com/_stinger). Goatse.cx została stworzona przez członków tego kanału specjalnie, aby wyświetlać to zdjęcie.
Strona goatse.cx została też sparodiowana, zamiast szokującego zdjęcia wstawione jest zdjęcie małego kotka lub żbika.
Grupa hakerów znana jako Goatse Security zapożyczyła swoją nazwę od goatse.cx. W 2010 roku hakerzy ci pozyskali 114 000 adresów e-mail od użytkowników iPada.